# Lina fjällurskog
Lina fjällurskog este o arie protejată (arie specială de conservare — SAC, sit de importanță comunitară — SCI) din Suedia întinsă pe o suprafață de 98.049,7 ha, integral pe uscat.

## Localizare
Centrul sitului Lina fjällurskog este situat la coordonatele 67°21′44″N 20°27′26″E / 67.3621°N 20.4573°E.

## Înființare
Situl Lina fjällurskog a fost declarat sit de importanță comunitară în decembrie 1995 pentru a proteja 2 specii de animale. Situl a fost protejat și ca arie specială de conservare în decembrie 2009.

## Biodiversitate
Situată în ecoregiunile alpină și boreală, aria protejată conține 24 de habitate naturale: Păduri caducifoliate de mlaștină fino-scandinave, Lacuri și iazuri distrofice naturale, Păduri de conifere pe eskere fluvioglaciare sau legate la acestea, Turbării Aapa, Mlaștini turboase de tranziție și turbării mișcătoare, Pășuni din zone de pădure fino-scandinave, Mlaștini împădurite, Roci stâncoase cu vegetație pionieră de Sedo-Scleranthion sau Sedo albi-Veronicion dillenii, Râuri de munte și vegetația erbacee de pe malurile acestora, Pajiști boreale și alpine pe substrat silicios, Pajiști alpine și boreale, Pante stâncoase silicioase cu vegetație casmofită, Râuri naturale fino-scandinave, Grohotișuri silicioase de la nivelul montan până la nivelul zăpezii (Androsacetalia alpinae și Galeopsietalia ladani), Cursuri de apă de la nivel de câmpie la nivel montan, cu vegetație Ranunculion fluitantis și Callitricho-Batrachion, Izvoare fino-scandinave și mlaștini produse de izvoare bogate în minerale, Păduri aluvionare cu Alnus glutinosa și Fraxinus excelsior (Alno-Padion, Alnion incanae, Salicion albae), Tufărișuri subarctice cu Salix spp., Păduri fino-scandinave bogate în ierburi cu Picea abies, Pajiști aluvionare boreale nordice, Fânețe montane, Liziere de ierburi înalte hidrofile de câmpie și de nivel montan până la alpin, Păduri nordice subalpine/subarctice cu Betula pubescens ssp. czerepanovii, Taiga vestică.
La baza desemnării sitului se află mai multe specii protejate:
- mamifere (1): vidră de râu (Lutra lutra)
- nevertebrate (1): Margaritifera margaritifera